# Valdemorales
Valdemorales è un comune spagnolo di 260 abitanti situato nella comunità autonoma dell'Estremadura.